# Jantar Mantar (New Delhi)
Pour les articles homonymes, voir Jantar Mantar.

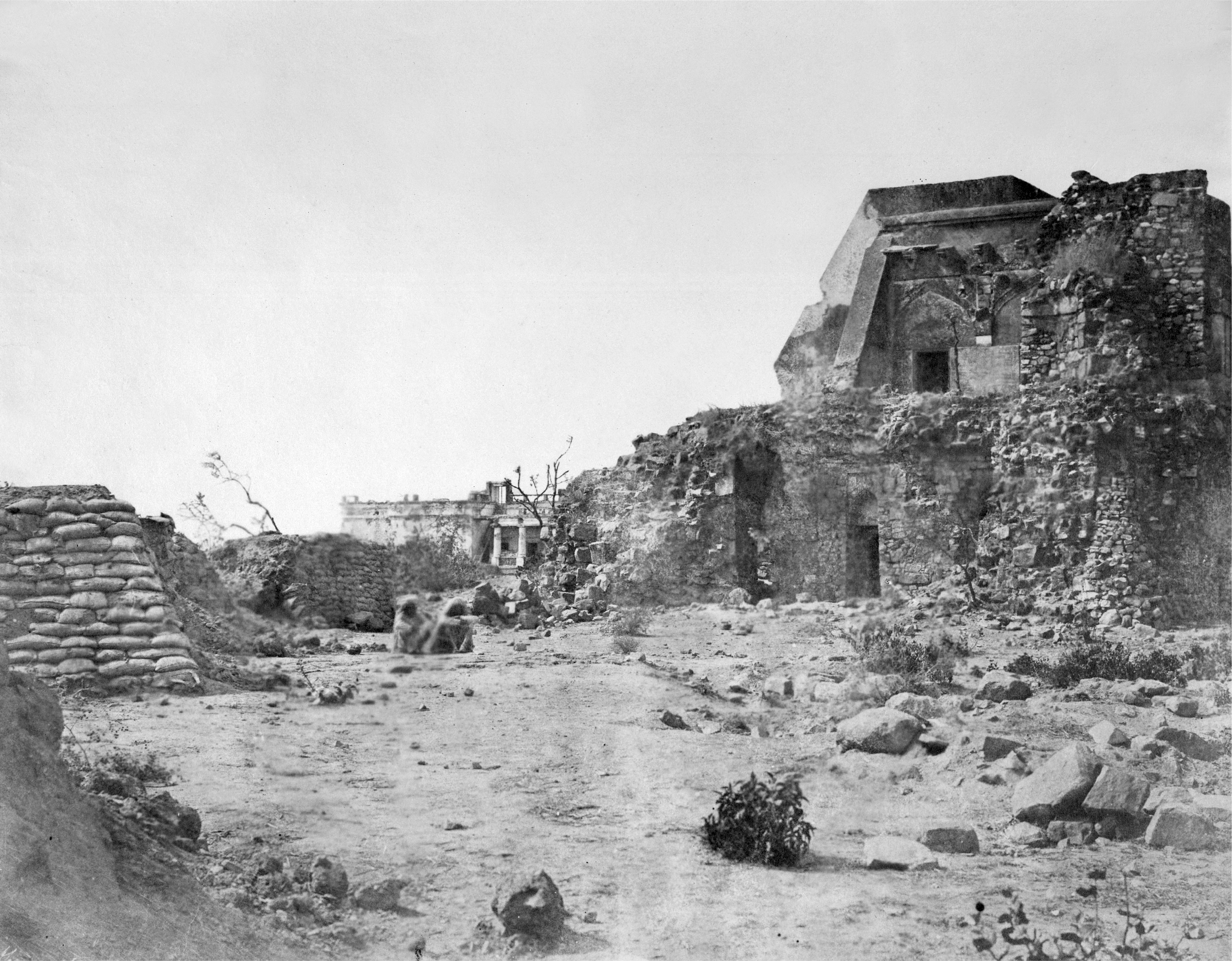
Jantar Mantar en 1858, endommagé lors de la Révolte des cipayes.

Le Jantar Mantar de New Delhi, en Inde, est un observatoire astronomique constitué de plusieurs instruments intégrés à l'architecture du site. Il est l'un des cinq observatoires du genre construits à partir de 1724 sous la direction du Maharaja Jai Singh II de Jaipur en réponse au désir de l'empereur Moghol (en) Muhammad Shâh de mettre à jour le calendrier et les tables astronomiques.
Complété en 1724, le Jantar Mantar de Delhi est fortement endommagé depuis 1867.

## Autres observatoires
Entre 1727 et 1734, Jai Singh II a fait construire cinq observatoires au centre-ouest de l'Inde, tous connus sous le nom Jantar Mantar. Ces derniers sont situés à Jaipur (Yantra Mandir), Ujjain, Mathura et Varanasi. Bien que conçus pour l'astronomie et l'astrologie (astrologie indienne), ils sont également un attrait touristique d'importance en tant que monuments liés à l'histoire de l'astronomie.